# 헨리 캠벨배너먼
헨리 캠벨배너먼 경(Sir Henry Campbell-Bannerman, GCB, 1836년 9월 7일~1908년 4월 22일)은 영국 스코틀랜드의 정치인이다.
1905년부터 1908년까지 영국의 총리(제32대)를 지냈다.

## 서훈
- 1895년 바스 훈장 1등급(GCB, 작위급 훈장)